# Santo André (Paraíba)
Pour les articles homonymes, voir Santo André.
Santo André est une ville brésilienne du centre de l'État de la Paraíba.
Sa population était estimée à 2 641 habitants en 2007. La municipalité s'étend sur 225 km2.